# Obradoiro CAB
Obradoiro Clube de Amigos do Baloncesto, skraćeno Obradoiro CAB španjolski je košarkaški klub iz grada Santiago de Compostela u pokrajini Galicija. Osnovan je 1970. godine, a trenutačno nastupa u španjolskoj ACB ligi. Klub nastupa pod sponzorskim imenom Xacobeo Blu:sens. 

## Vanjske poveznice
- Službena stranica